# Mavia
Mavia   (segle IV - Khanasir, 425)(àrab: ماوية, Māwiyya; també transliterat Mawia, Mawai o Mawaiy, i de vegades anomenada Mania) va ser una reina guerrera àrab, que va governar els tanúkhides, una confederació d'àrabs seminòmades, al sud de Síria, a la segona meitat del segle IV. Va dirigir les seves tropes en una rebel·lió contra el domini romà tardà, cavalcant al capdavant del seu exèrcit cap a Fenícia i Palestina. Després d'arribar a les fronteres d'Egipte i derrotar repetidament l'exèrcit romà, aquests finalment van cedir amb les condicions que ella estipulava. Més tard, els romans li van demanar ajuda quan van ser atacats pels gots, a la qual va respondre enviant una força de cavalleria.
Considerada com «la dona més poderosa de l'Aràbia tardana antiga després de Zenòbia» gran part del que se sap sobre Màvia prové de relats antics, gairebé contemporanis, com els escrits de Rufinus, que es creu que deriven d'un relat ara perdut de Gelasi de Ceserea. Els autors posteriors la van transformar en una cristiana d'origen romà, encara que evidentment era àrab i, potser, inicialment pagana.

## Biografia
Els avantpassats de Mavia, el nom àrab de la qual era Mawiyya, eren tanúkhides, una afiliació lliure de tribus àrabs que van emigrar cap al nord de la península aràbiga un segle abans que Mavia nasqués, a causa de la creixent influència sassànida a l'Aràbia oriental. El marit de Mavia era al-Hawarí, l'últim rei de la confederació seminòmada tanukh al sud de Síria a la segona meitat del segle iv. Quan va morir l'any 375 d.C. sense deixar un hereu, Mavia es va posar al capdavant de la confederació en una revolta contra el domini romà que es va estendre per tot el Llevant.
Es creu que els motius de la revolta van ser religiosos. Després de la mort d'al-Hawarí, l'emperador romà Valent, un cristià arrià, va decidir no tenir en compte les peticions dels àrabs d'un bisbe ortodox, insistint en el nomenament d'un d'arrià. Mavia es va retirar d'Alep al desert amb la seva gent, formant aliances amb els àrabs del desert i guanyant suport a gran part d'Aràbia i Síria, en preparació per a la lluita contra el domini romà. No és clar si la mateixa Mavia era cristiana en aquest moment o no. Alguns historiadors informen que va ser durant les seves gestes militars quan va conèixer un monjo ascètic que la va impressionar tant que es va convertir al cristianisme ortodox. Tots coincideixen, però, que les condicions que ella va posar per a qualsevol treva amb Roma, va ser el nomenament d'aquest monjo com a bisbe sobre el seu poble.

### Detalls de la revolta
Va ser a la primavera del 378 d.C. quan Mavia va organitzar la revolta massiva contra el govern central, sovint comparada amb l'organitzada per Zenòbia un segle abans. Les seves forces, que sovint dirigia personalment, van arrasar l'Aràbia i Palestina i van arribar als límits d'Egipte, derrotant els exèrcits de Roma en repetides ocasions. Com que ella i els tanúkhides havien abandonat Alep per utilitzar el desert com a base, els romans es van quedar sense un objectiu permanent al que atacar. Les unitats altament mòbils de Mavia, utilitzant tàctiques clàssiques de guerra de guerrilles, van dur a terme nombroses incursions i van frustrar els intents romans de sotmetre la revolta.
Mavia i les seves forces també van demostrar ser superiors a les forces romanes en la batalla campal. Un segle d'haver lluitat al costat dels romans els havia permès familiaritzar-se amb les seves tàctiques i van derrotar-los fàcilment. Va guanyar el favor entre els habitants de la regió, simpatitzant també amb la seva causa, i semblava que tot l'orient romà s'escindiria per ser governat per Mavia i els seus àrabs.
Una segona força, dirigida pel mateix comandant romà, va ser enviada per enfrontar-se a les forces de Mavia en una batalla campal. Mavia dirigí personalment les seves forces a la batalla, demostrant ser no només una líder política capaç, sinó també una hàbil estratega. Les seves forces, utilitzant una barreja de tàctiques de lluita romanes i natives, sovint empraven llançadors de projectils molt mòbils amb efectes devastadors. Els romans van ser derrotats i, a diferència de la seva guerra contra Zenòbia, van tenir pocs aliats nadius als quals cridar, ja que un dels seus aliats regionals més valuosos, els tanukh, era el mateix grup que els combatia. Valent no va tenir més remei que demanar la pau.

#### Tal com enregistren els historiadors de l'Església
Els historiadors de l'Església registraren les gestes de Màvia, centrant-se especialment en la condició que va posar per a la treva que va aconseguir dels romans, que es considera important per als primers esforços evangèlics cristians al Llevant. Per exemple, Rufí d'Aquileia escriu:
«Mavia, reina dels sarraïns, havia començat a convulsionar els pobles i viles de la frontera de Palestina i Aràbia amb una guerra violenta i a assolar les províncies veïnes. Després d'haver desgastat l'exèrcit romà en diverses batalles, d'haver abatut un gran nombre d'enemics i d'haver fet fugir la resta, se li va demanar que fes les paus, cosa que va fer amb la condició ja declarada: que un tal monjo Moisès fos ordenat bisbe per la seva gent.»
Sòcrates de Constantinoble escriu sobre aquests mateixos esdeveniments, i assenyala que Moisès, «un sarraí de naixement, que va portar una vida monàstica al desert» s'havia convertit en «extremadament eminent per la seva pietat, fe i miracles». Va suggerir que Mavia, per tant, desitjava que aquesta persona fos constituïda bisbe sobre la seva nació, i va prometre amb aquesta condició posar fi a la guerra". Sòcrates també destaca el ferm compromís de Mavia amb la treva, com s'exemplifica en casar la seva filla amb Víctor, el comandant en cap de l'exèrcit romà.
Sozomen proporciona encara més detalls sobre Mavia, referida en el seu text com a Mania, descrivint el seu govern i la història del seu poble, a qui ell anomena «sarraïns». Escriu que són ismaelites, descendents del fill d'Agar, la concubina d'Abraham, i que posen el nom de Sara als seus fills, per no ser considerats fills d'Agar i, per tant, esclaus. Sobre la batalla amb «Mania, que comandava les seves pròpies tropes en persona», Sozomen escriu que es considerava «àrdua» i «perillosa», i que el general de tota la cavalleria i la infanteria d'Orient va haver de ser «rescatat amb dificultats». de la batalla contra ella i les seves tropes pel general de les tropes de Palestina i Fenícia.

### Conseqüències
Moisès va ser nomenat el primer bisbe àrab dels propis àrabs, i una incipient església àrab va començar a sorgir a l'Orient romà, atraient molts tanukhs de Mesopotàmia. Mavia també va aconseguir recuperar l'estatus d'aliat dels tanukhs i els privilegis que gaudien abans del regnat de Julià. En acabar la guerra, la filla de Mavia, la princesa Khasidat, es va casar amb un devot comandant de Nicea de l'exèrcit de Roma, Víctor, per consolidar l'aliança. Va ser així que Mavia va portar als àrabs una pau que, tanmateix, no va durar gaire.
Com a part de l'acord de la treva, Mavia va enviar les seves forces a Tràcia per ajudar els romans a lluitar contra els gots. Les seves forces van resultar menys efectives fora del seu territori natal i els gots van empènyer els romans a Constantinoble, fins i tot matant Valent, l'emperador, en el procés. Les forces de Mavia van tornar a casa, molt damnades i reduïdes en nombre. El nou emperador, Teodosi I, va afavorir els gots, donant-los moltes posicions dins de l'imperi romà, a costa dels àrabs. Després d'haver demostrat la seva lleialtat a Roma, els àrabs es van sentir cada cop més traïts i van organitzar una altra revolta l'any 383 dC. Aquesta revolta va ser ràpidament reprimida i l'aliança tanukh-romana va acabar definitivament, ja que Roma cortejava una altra tribu àrab, els Salih.
No se sap si Mavia va comandar aquesta segona revolta o no, ja que no s'esmenta el seu lideratge. Se sap que va morir a Anasartha, a l'est d'Alep, al cor del territori tribal Tanukh, on hi ha una inscripció que registra la seva mort allà l'any 425 dC.

## Comparacions amb Zenobia
Els estudis més recents s'han apropat a Mavia en el context de la història de les reines guerreres àrabs que la van precedir, la més destacada d'elles, Zenobia. Per exemple, Irfan Shahid assenyala que els exèrcits d'ambdues reines van arribar a la mateixa via fluvial que divideix Àsia d'Europa, amb Mavia fins i tot creuant el Bòsfor cap a Constantinoble. Tenint en compte l'absència de cap menció de Mavia a l'obra de Zòsim, que estava familiaritzat amb els escrits de Sozomen i Sòcrates, Shahid conclou que aquesta omissió és deliberada, ja que no concorda amb la tesi de Zòsim sobre els efectes destructius de la cristianització i la barbàrie que relacionava amb les reformes de Constantí I. Shahid escriu que «el contrast entre les carreres de les dues reines àrabs —la primera pertanyent al món del segle iii, pagana i deslleial a Roma, la segona pertanyent al nou món del segle IV, cristiana i lleial— s'han atribuït només a l'èxit de l'experiment constantinià».